# Peter Beaven
Peter Jamieson Beaven, né le 13 août 1925 à Christchurch et mort le 4 juin 2012 à Blenheim, est un architecte néo-zélandais.

## Galerie

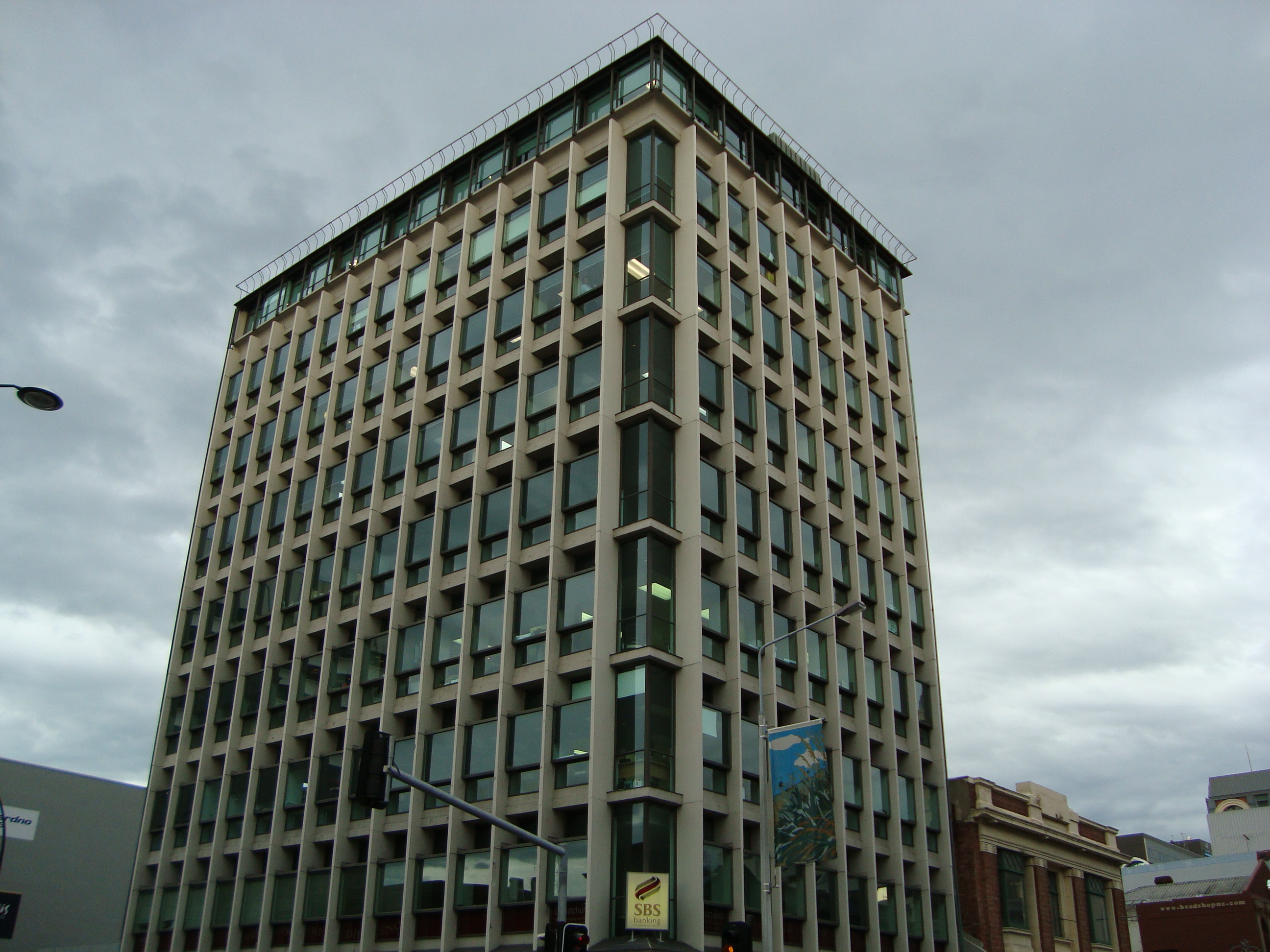
SBS Banking Building (2008)

## Source
- (en) Cet article est partiellement ou en totalité issu de l’article de Wikipédia en anglais intitulé « Peter Beaven » (voir la liste des auteurs).